# ايزومي كازوتو
ايزومي كازوتو (باليابانية: かずといずみ) هي مانغاكا يابانية، ولدت في 3 ديسمبر 1979 في طوكيو في اليابان.

## وصلات خارجية
- الموقع الرسمي